# Lipharda Horvat
Lipharda (Josipa) Horvat (Varaždin, 6. ožujka 1902. – jama Jazovka, svibanj 1945.), hrvatska katolička redovnica, sestra milosrdnica, žrtva jugoslavenskog komunističkog režima. Pokrenut je postupak beatifikacije s. Lipharde, zajedno s još šest susestara koje su bile žrtve mučeništva.

## Životopis
S. Lipharda rodila se je 6. ožujka 1902. u Varaždinu kao Josipa Horvat.
Kao švelja radila je u Kući matici, zatim u Zemunu, Kovinu i napokon u zagrebačkom naselju Vrapču, ali se spretno snalazila i na području svih drugih poslova. Jedno samostansko izvješće piše kako je s. Lipharda bila sjajna tkalja koja je uresivala tkanje biranim uzorcima. U Vrapču je vodila nadzor nad pletivom, a izvješće govori i kako je bila izrazito privržena bolesnicima, te je pjevanjem i sviranjem u obližnoj kapelici sudjelovala na misnom slavlju.

### Smrt
U psihijatrijsku bolnicu Vrapče, partizani su dovodili ranjene hrvatske vojnike, a zatim su ih davili i klali u podrumima bolnice. Nakon što bi ih usmrtili, bacali su ih u kamione i odvozili u Jazovku i u druge masovne grobnice.
Tri sestre su to, a među njima i sestra Lipharda, na svoju nesreću vidjele. Kako bi ih ušutkali, komunisti su odlučili ubiti svjedokinje tih događanja, s. Geraldu Jakob, s. Konstantinu Mesar te s. Liphardu Horvat.
U monografiji Sestre milosrdnice, I. (1996.) postoji tek jedna rečenica o trima mučenicama koje su završile u Jazovki:
U noći 15. svibnja 1945. godine, tri sestre: s. Geralda Jakob, s. Konstantina Mesar i s. Lipharda Horvat odvedene su u nepoznatom pravcu i nikad se više o njima nije moglo ništa doznati...